# Воргізвілл (Нью-Йорк)
Воргізвілл (англ. Voorheesville) — селище (англ. village) в США, в окрузі Олбані штату Нью-Йорк. Населення — 2841 особа (2020).

## Географія
Воргізвілл розташований за координатами 42°39′13″ пн. ш. 73°56′3″ зх. д. / 42.65361° пн. ш. 73.93417° зх. д. (42.653662, -73.934268).  За даними Бюро перепису населення США в 2010 році селище мало площу 5,55 км², з яких 5,54 км² — суходіл та 0,01 км² — водойми.

## Демографія
Згідно з переписом 2010 року, у селищі мешкало 2789 осіб у 1112 домогосподарствах у складі 820 родин. Густота населення становила 502 особи/км².  Було 1158 помешкань (209/км²).
Расовий склад населення:
| - 96,5 % — білих - 1,5 % — азіатів - 0,8 % — чорних або афроамериканців - 0,2 % — корінних американців |

До двох чи більше рас належало 0,9 %. Частка іспаномовних становила 2,2 % від усіх жителів.
За віковим діапазоном населення розподілялося таким чином: 23,6 % — особи молодші 18 років, 60,7 % — особи у віці 18—64 років, 15,7 % — особи у віці 65 років та старші. Медіана віку мешканця становила 43,7 року. На 100 осіб жіночої статі у селищі припадало 94,8 чоловіків;  на 100 жінок у віці від 18 років та старших — 87,5 чоловіків також старших 18 років.
Середній дохід на одне домашнє господарство  становив 93 167 доларів США (медіана — 83 500), а середній дохід на одну сім'ю — 106 425 доларів (медіана — 93 438). Медіана доходів становила 56 103 долари для чоловіків та 49 773 долари для жінок. За межею бідності перебувало 3,3 % осіб, у тому числі 2,7 % дітей у віці до 18 років та 1,1 % осіб у віці 65 років та старших.
Цивільне працевлаштоване населення становило 1403 особи. Основні галузі зайнятості: освіта, охорона здоров'я та соціальна допомога — 24,5 %, публічна адміністрація — 14,1 %, роздрібна торгівля — 10,8 %, науковці, спеціалісти, менеджери — 10,6 %.